# Olsztynek (gmina)
Olsztynek – gmina miejsko-wiejska w województwie warmińsko-mazurskim, w powiecie olsztyńskim. W latach 1975–1998 gmina położona była w województwie olsztyńskim.
Siedziba gminy to Olsztynek.
Według Narodowego Spisu Powszechnego 31 marca 2011 gminę zamieszkiwało 13 947 mieszkańców, z czego 7725 w mieście, a 6222 – na obszarach wiejskich gminy. Natomiast według danych z 31 grudnia 2019 roku gminę zamieszkiwało 13 701 osób.

## Struktura powierzchni
Według danych z roku 2002 gmina Olsztynek ma obszar 372,03 km², w tym:
- użytki rolne: 35%
- użytki leśne: 52%.

Gmina stanowi 13,1% powierzchni powiatu.

## Demografia

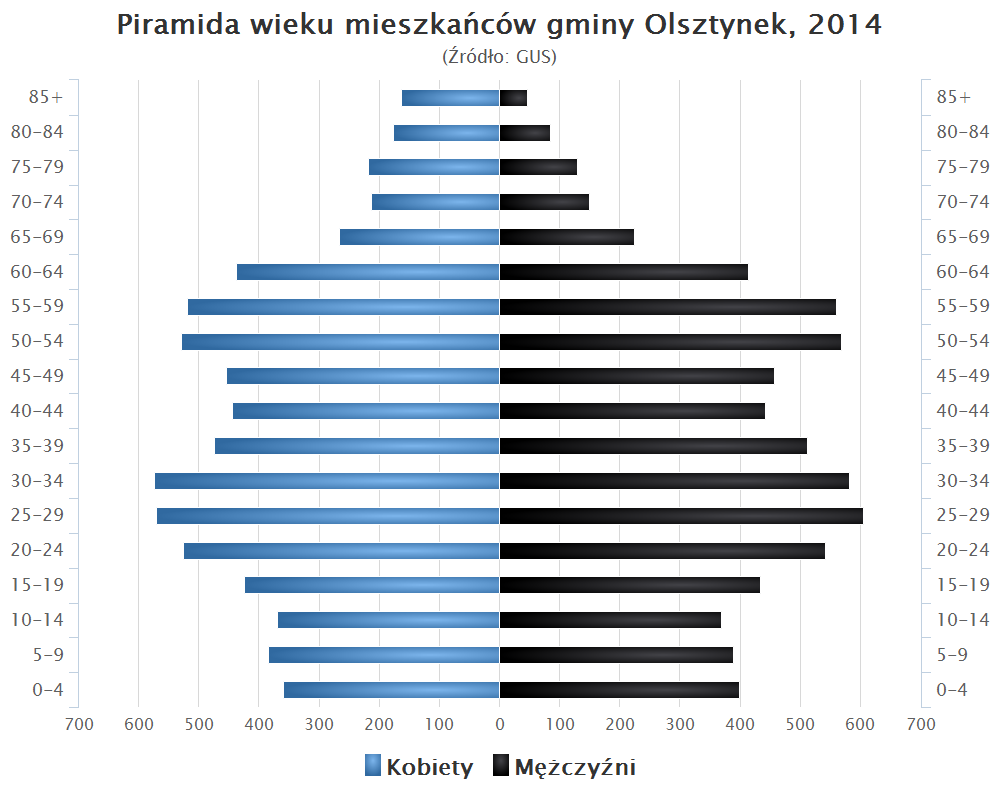
Piramida wieku mieszkańców gminy Olsztynek w 2014 roku

Dane z 30 czerwca 2004:
| Opis                              | Ogółem | Ogółem | Kobiety | Kobiety | Mężczyźni | Mężczyźni |
| --------------------------------- | ------ | ------ | ------- | ------- | --------- | --------- |
| Jednostka                         | osób   | %      | osób    | %       | osób      | %         |
| Populacja                         | 13 717 | 100    | 6990    | 51      | 6727      | 49        |
| Gęstość zaludnienia [mieszk./km²] | 36,9   | 36,9   | 18,8    | 18,8    | 18,1      | 18,1      |

## Sąsiednie gminy
Gietrzwałd, Grunwald, Jedwabno, Kozłowo, Nidzica, Ostróda, Purda, Stawiguda